# Franz von Pillersdorf
Franz von Pillersdorf (alemany: Franz Freiherr von Pillersdorf)  (Brno, 1 de març de 1786 - Viena, 22 de febrer de 1862) fou un home d'estat austríac amb el títol de baró.
Després d'estudiar a Viena ciències polítiques i jurídiques, va començar la carrera burocràtica a la Galitzia; en 1807 va passar a oficial del Consell d'Estat a Viena, i després de treballar al costat del Conseller d'Estat i més tard ministre de la Guerra, Baldacci, va acompanyar a aquest a França i Anglaterra; després va ser vicepresident (1824) i canceller (1842) de la Cancelleria Imperial.
El 1848 malgrat la seva reconeguda oposició al sistema regnant se li va confiar el 20 de març la cartera de l'Interior i el 4 de maig la presidència del Consell de Ministres.
Home de caràcter suau i d'esperit noble, no va tenir prou energia per oposar-se al moviment revolucionari; la Constitució redactada per ell no va satisfer les aspiracions desmesurades del poble i, va caure en virtut d'una decisió dels ciutadans, de la Guàrdia nacional i dels estudiants de Viena el 8 de juliol. Després va ser membre del Reichstag, militant al centre liberal. El 1861 fou elegit per al Consell federal.

## Escrits
Vistes retrospectives sobre el moviment polític a Àustria de 1848 a 1849 (Viena, 1849), contra la cual Matias Koch va publicar el folletò Pillau i la veritat (Viena, 1849); a més, va publicar, Les finances austríaques il·luminades (1-3 ed., Viena, 1851). En 1863, en Viena se publico su labor literaria postuma.